# ویلم کاف
ویلم کاف (هلندی: Willem Kalf؛ ۱۶۱۹ – ۱۶۹۳) نقاش اهل هلند بود.
وی در عصر طلایی نقاشی هلند در قرن ۱۷ میلادی زندگی می‌کرده و بیشتر آثارش با موضوع طبیعت بی‌جان بوده‌است.
کاف به همراه روئیزدال به سبب آنکه نقاشی های کوچک میکشدند به استادان کوچک هلندی مشهورند.

## نگارخانه

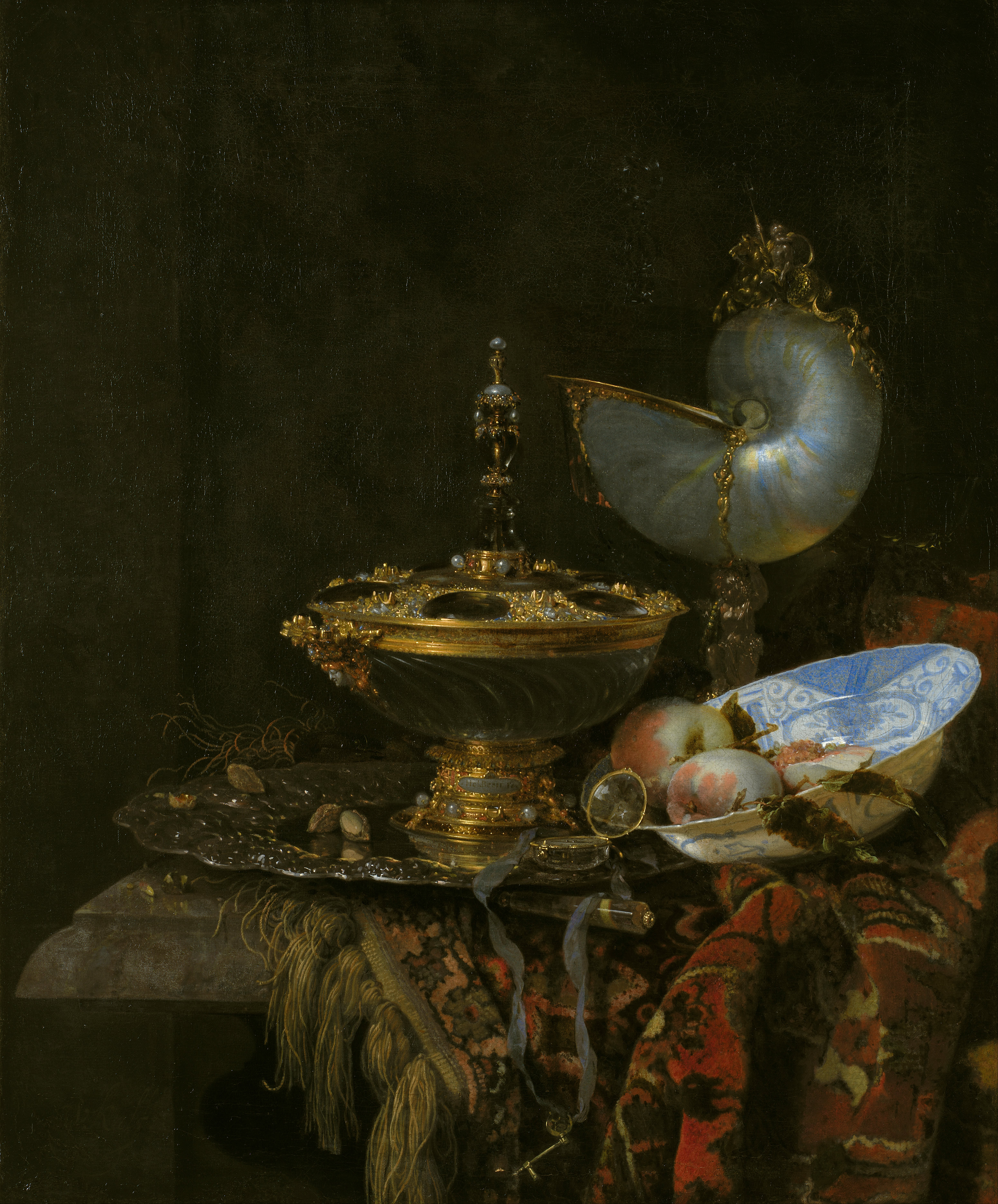
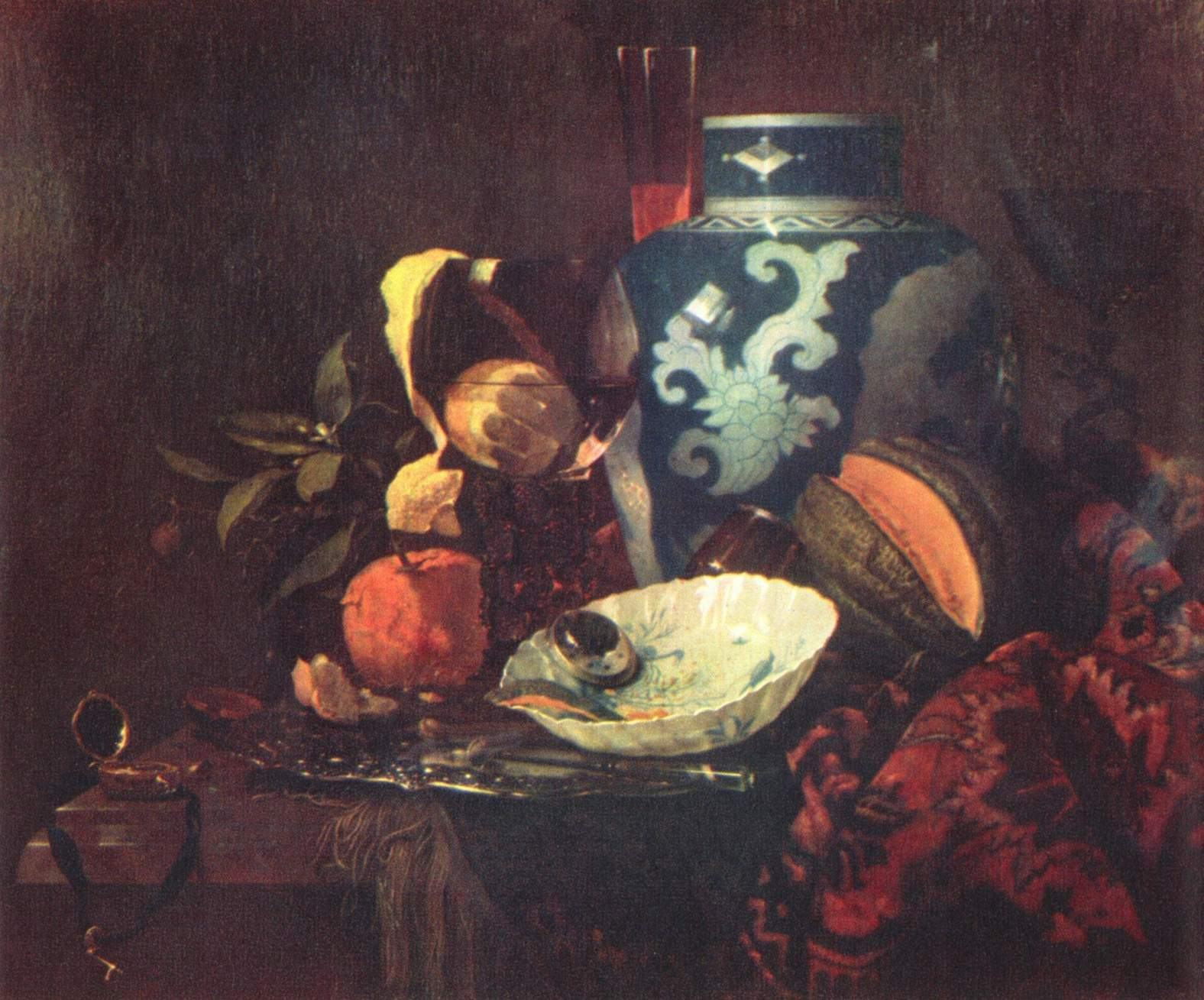
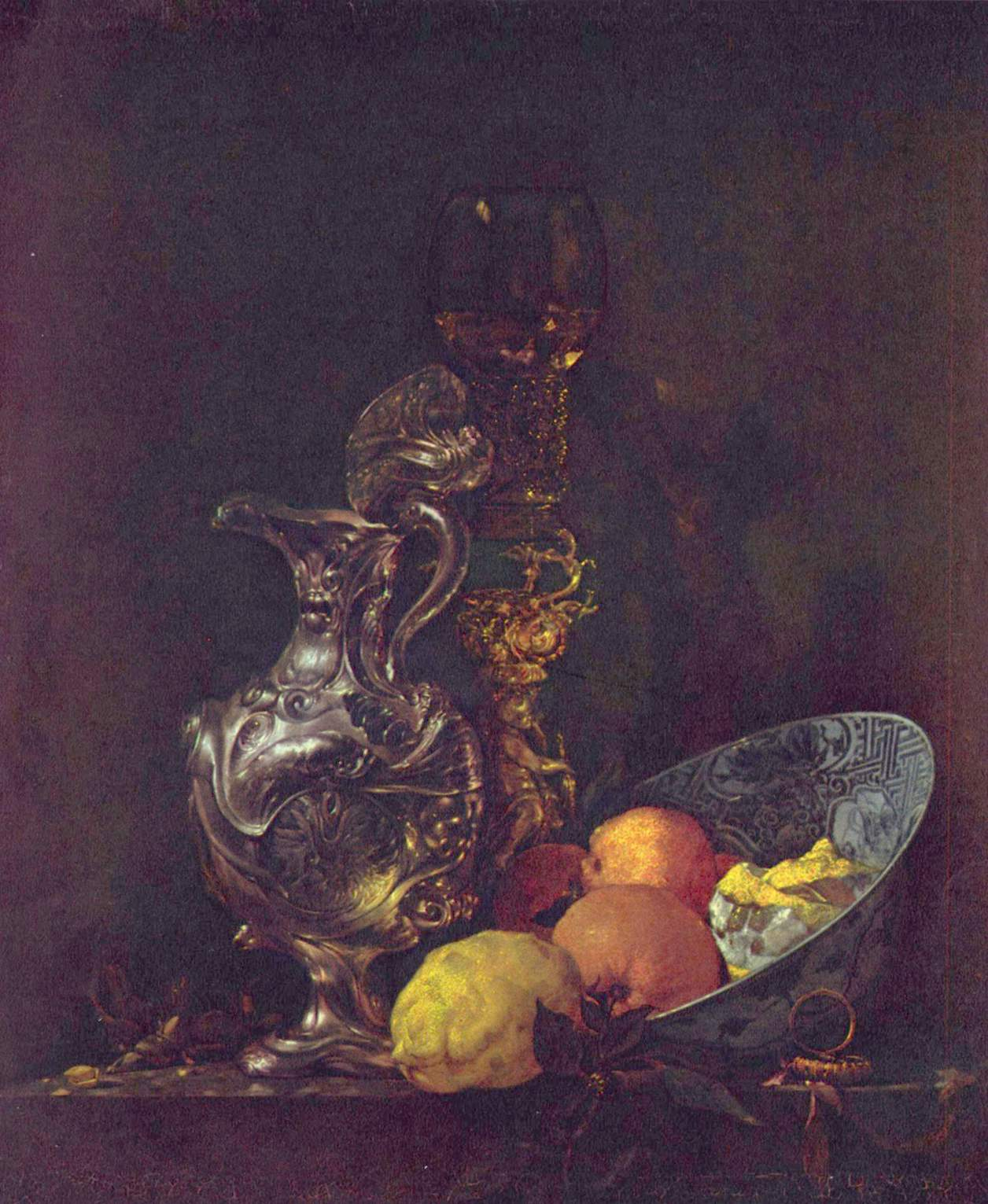
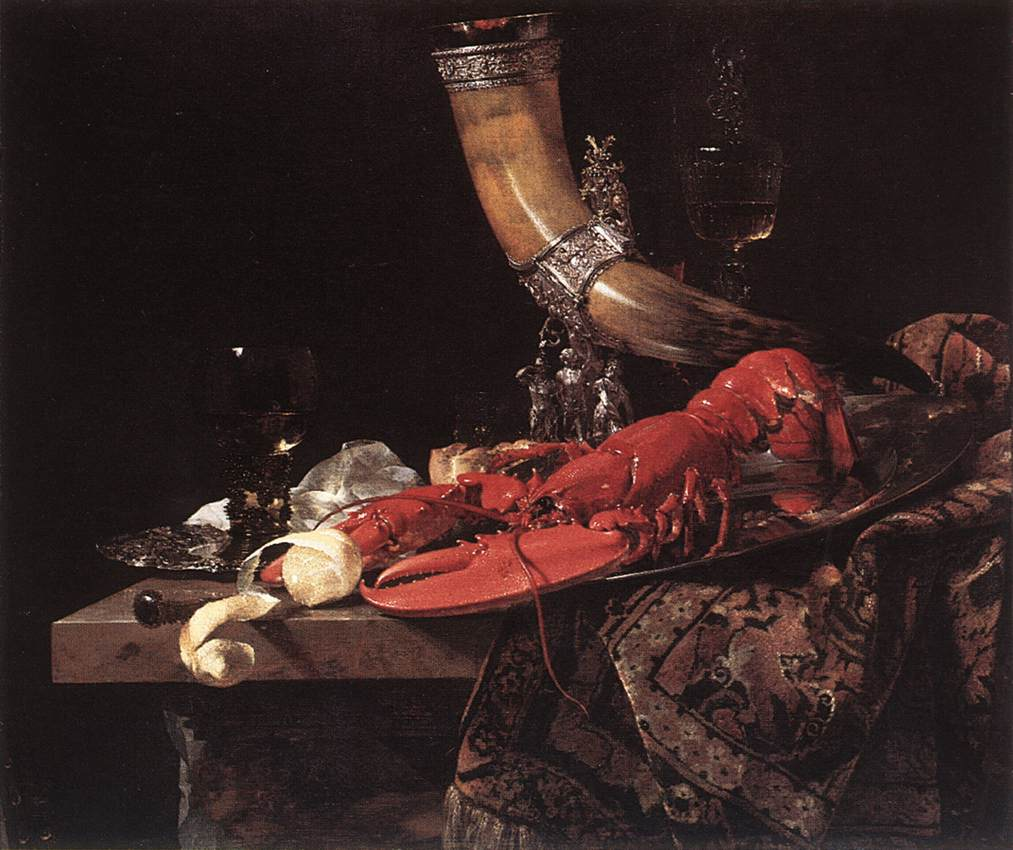
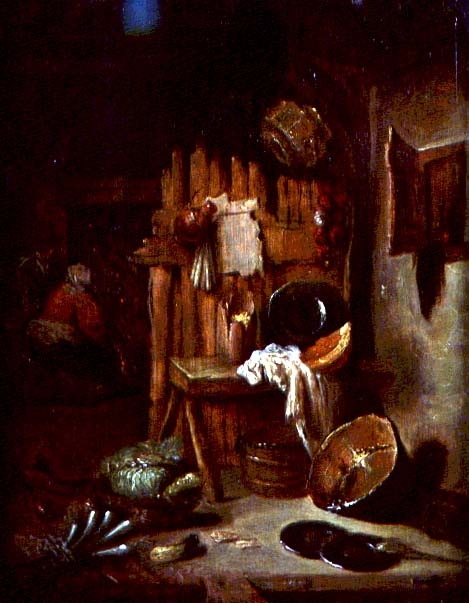